# Federación Nacional de Trabajadoras del Hogar de Bolivia
La Federación Nacional de Trabajadoras del Hogar de Bolivia (FENATRAHOB) es una organización sindical boliviana que agrupa a trabajadoras del hogar de todo el país.
La Federación se fundó el 28 de marzo de 1993 con el objetivo de defender los derechos de las trabajadoras del hogar, agrupando para ello a varias organizaciones departamentales preexistentes. 
Su creación se dio durante el “Primer Congreso Nacional de las Trabajadoras del Hogar”, donde la creación de la Federación fue la principal resolución del encuentro. 
Forman parte de la Confederación Latinoamericana y del Caribe de Trabajadoras del Hogar (CONLACTRAHO).

## Antecedentes
Previamente existieron diferentes organizaciones que precedieron la labor que actualmente desempeña la FENATRAHOB, entre ellas se pueden citar:
- Sindicato de Culinarias y ramas afines, década de 1930
- Federación Obrera Femenina
- Sindicato de Trabajadoras Asalariadas del Hogar

## Organización
La Federación agrupa organizaciones de los nueve departamentos de Bolivia, quince sindicatos y tres organizaciones, y está compuesta por un Comité ejecutivo y un Comité ejecutor elegidos en congreso cada dos años.
Es parte de organizaciones nacionales e internacionales como:
- Central Obrera Boliviana (C.O.B.)
- Central Obrera Departamental (C.O.D.) de cada uno de los Departamentos.
- Confederación Latinoamericana y del Caribe de Trabajadoras del Hogar (CONLACTRAHO)

Durante el primer congreso de la organización se nombró a la primera directiva, conformada por
- Basilia Catari Torres, secretaria ejecutiva
- Casimira Rodríguez Romero, secretaria de Relaciones
- Amelia Ticona, secretaria de Actas
- Leonarda Alcon, secretaria de Hacienda
- Cristina Yuca, secretaria de Prensa
- Aurora Flores, secretaria de Organización
- Jesusa Barrio

## Reivindicaciones
Fueron parte de la presentación de la propuesta de la Ley N.º 2450 de Regulación del Trabajo Asalariado del Hogar, promulgada en 2003.
Hasta 2018 entre sus más importantes solicitudes se hallaba la aprobación del decreto reglamentario del seguro de salud para trabajadoras del hogar, pendiente desde 2003 en que la ley establecía la existencia de este derecho pero sin detallar las características de la implementación de la medida.
También realizan el seguimiento de procesos de reclamo por pago de derechos laborales y denuncias y seguimiento a casos de maltrato laboral y discriminación.